# Þingeyri
Þingeyri ([ˈθiŋkˌeiːrɪ]) es una localidad del municipio de Ísafjarðarbær, en Islandia. Está en el fiordo Dýrafjörður, en la península y región de Vestfirðir, al noroeste del país. Su principal vía de comunicación es el aeropuerto de Þingeyri.

## Historia
Está habitado desde 1787, por lo que es una de las localidades más antiguas de la región y el primer centro comercial. Su nombre se debe a la palabra para describir las asambleas medievales (þing) y tiene ruinas de una urna medieval.
Gracias a su ubicación es un importante centro pesquero En el siglo XIX los franceses solicitaron permiso para construir una base para sus operaciones pesqueras, pero no les fue concedido. Entre 1884 y 1898 albergó una base para la pesca estadounidense de halibut en el área. En 1909 se construyó un hospital y entre 1910 y 1911, una iglesia. En 1957, un aeropuerto médico, con una pista de 300 por 20 metros.
En 1995, sus habitantes votaron a favor de unirese con Ísafjörður, Suðureyri, Mýrahreppur, Mosvallahreppur y Flateyri para formar el nuevo municipio de Ísafjarðarbær. De los seis, en Þingeyri fue donde la fusión el menor apoyo, con 130 votos de 201.
Queda cerca de la montaña Sandfell, accesible a pie o por carretera, que es famosa por su hermosa vista.

## Galería

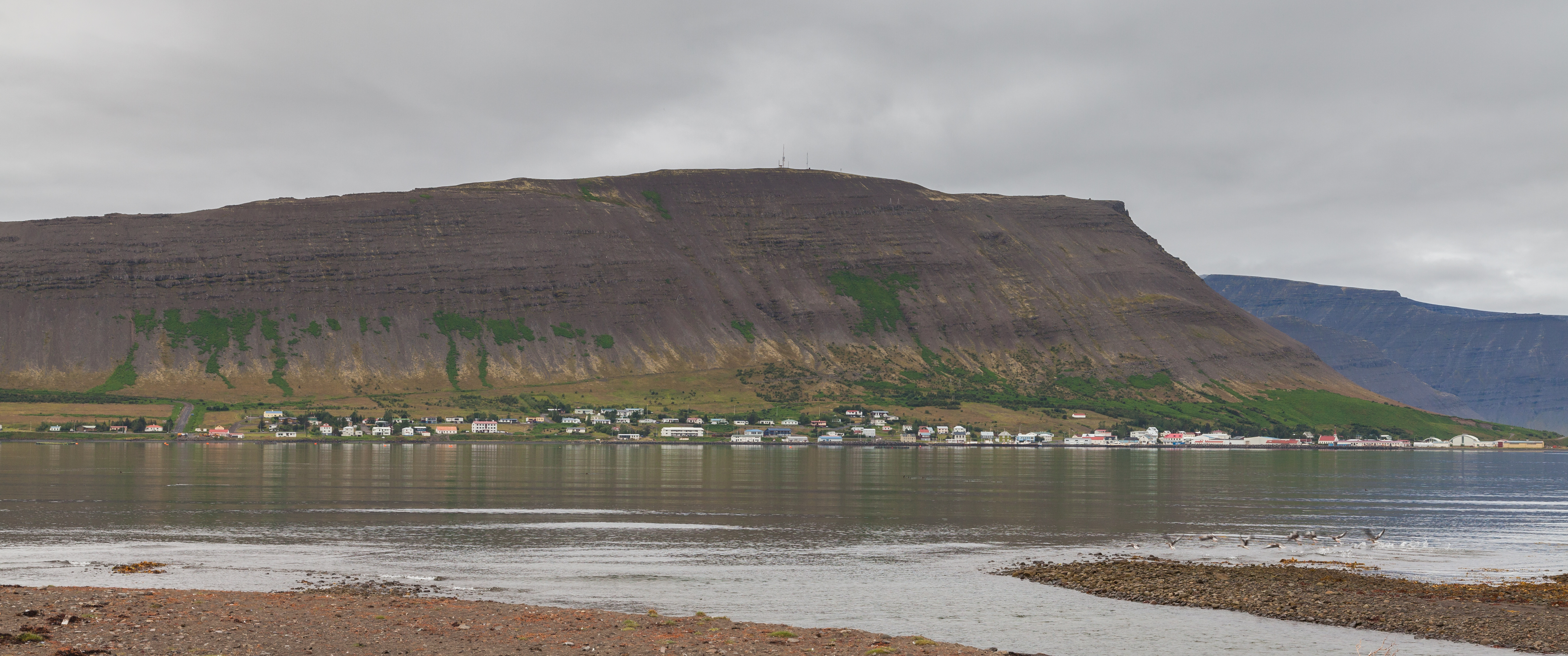
Þingeyri
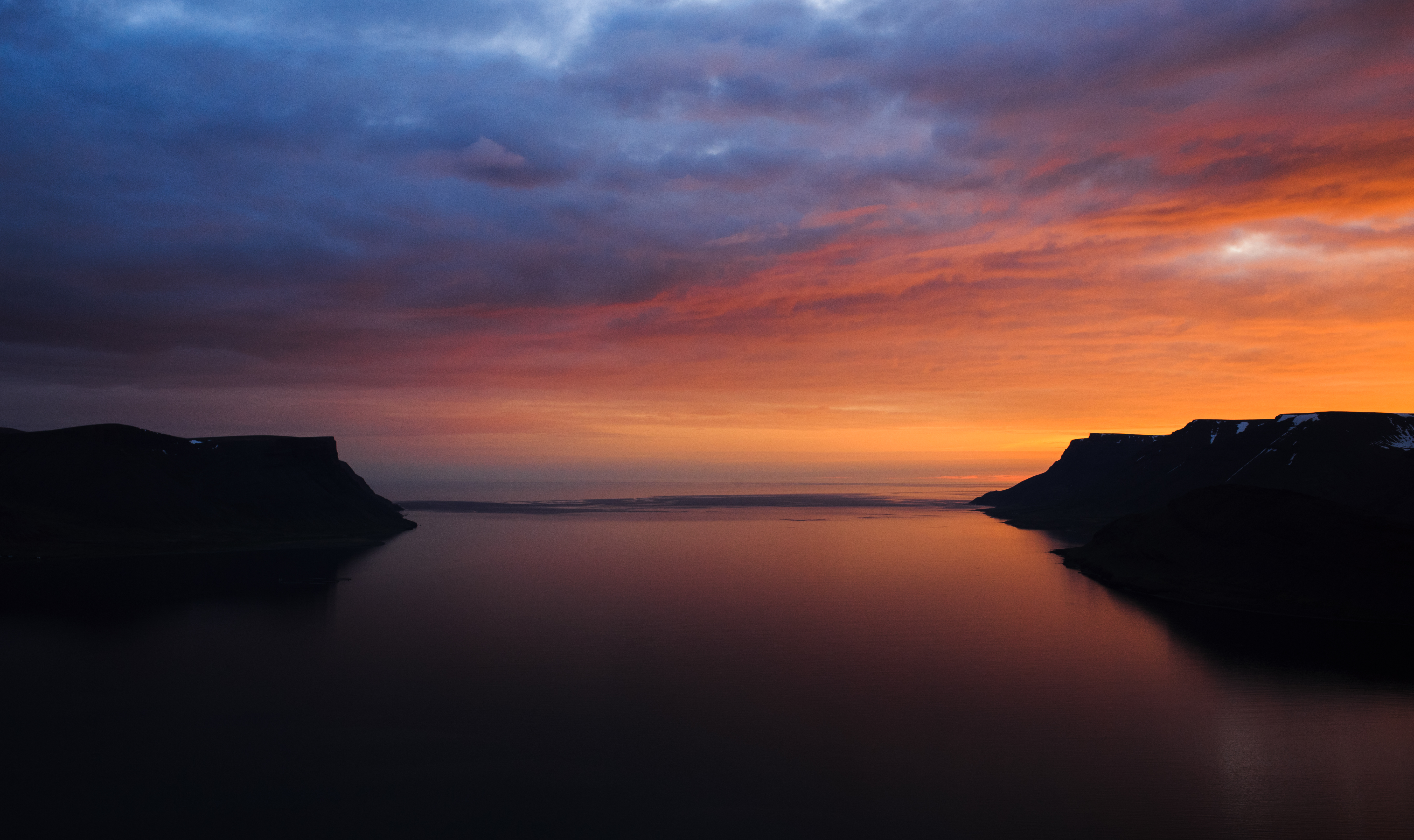
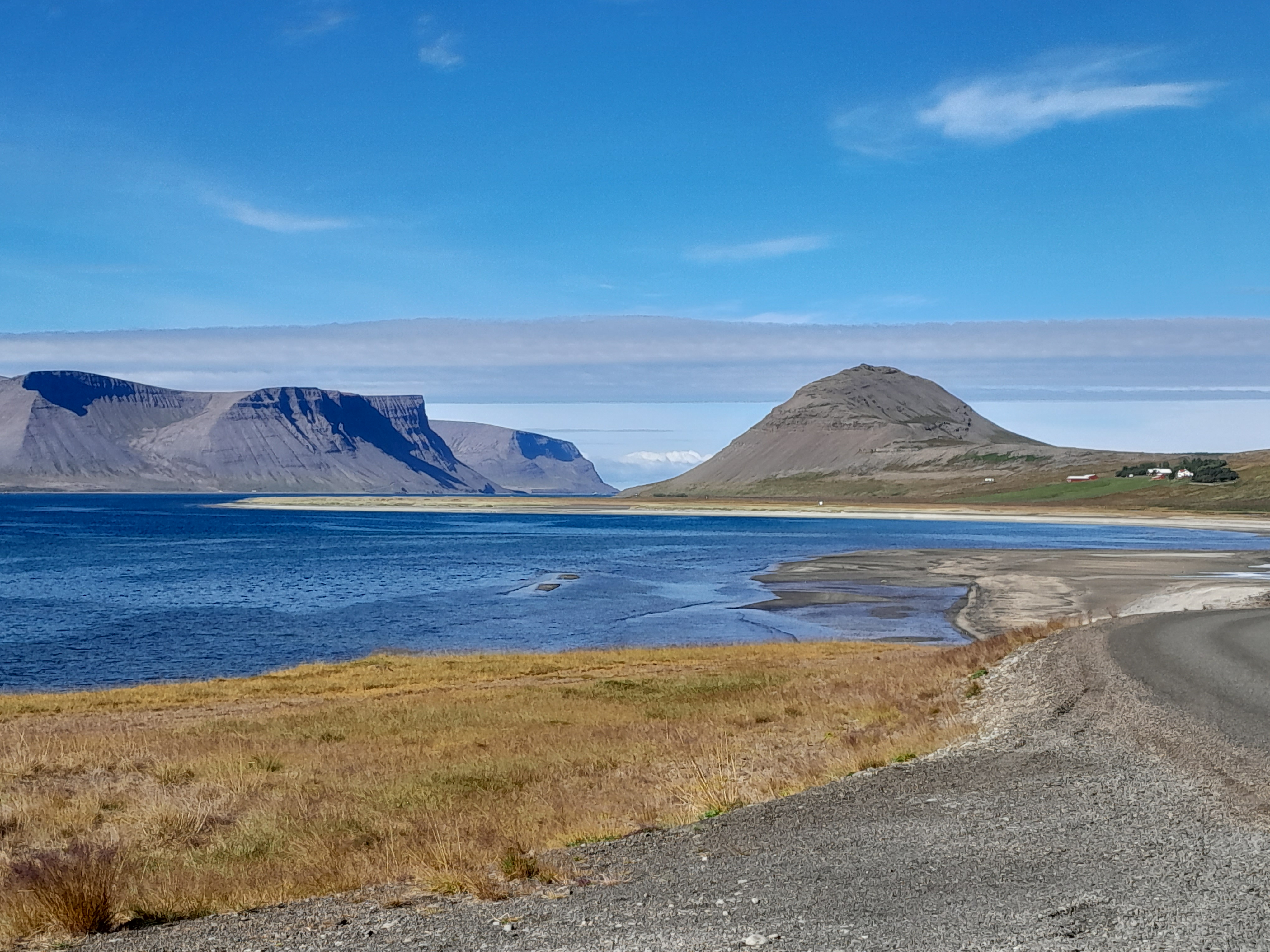
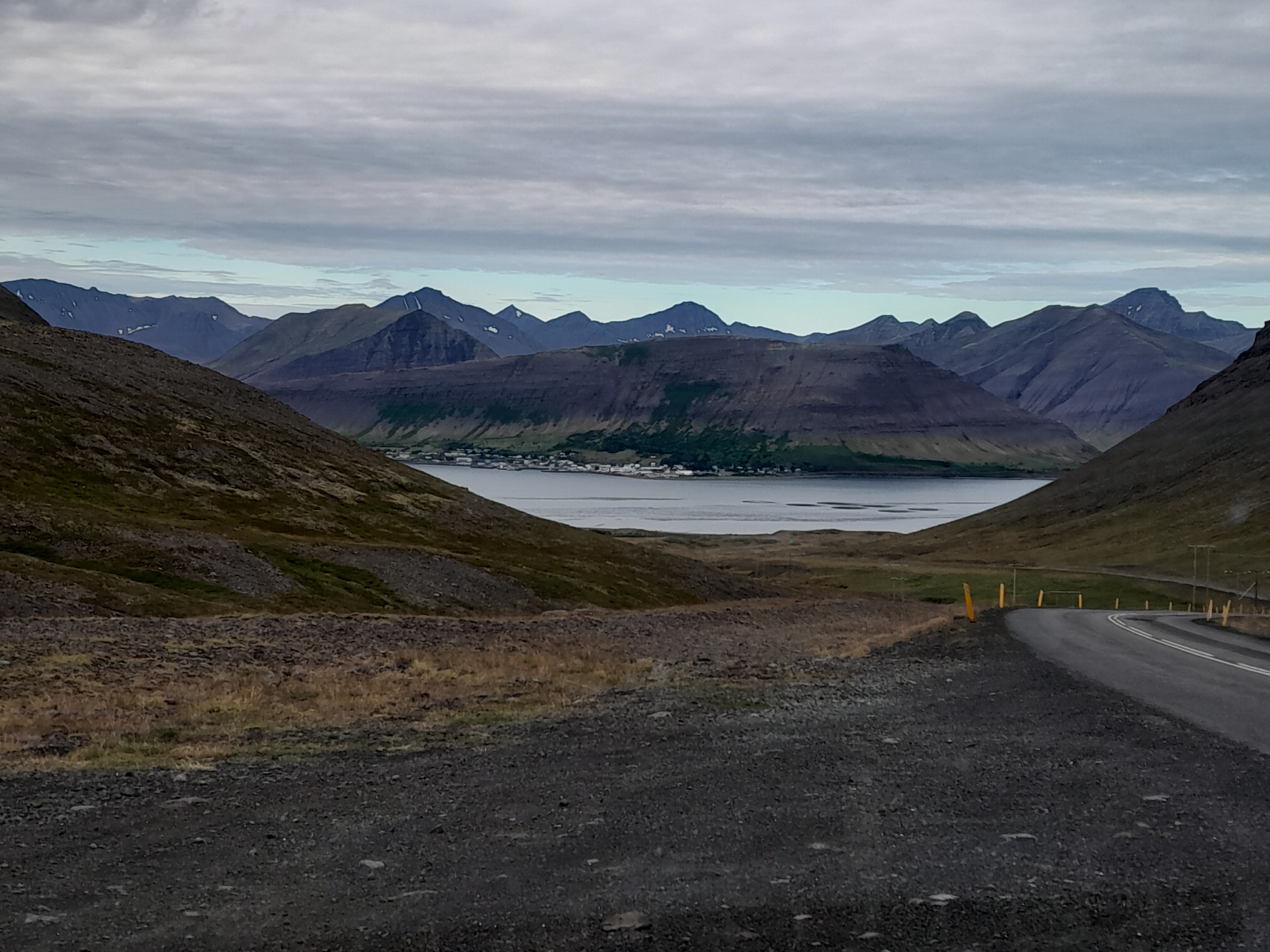
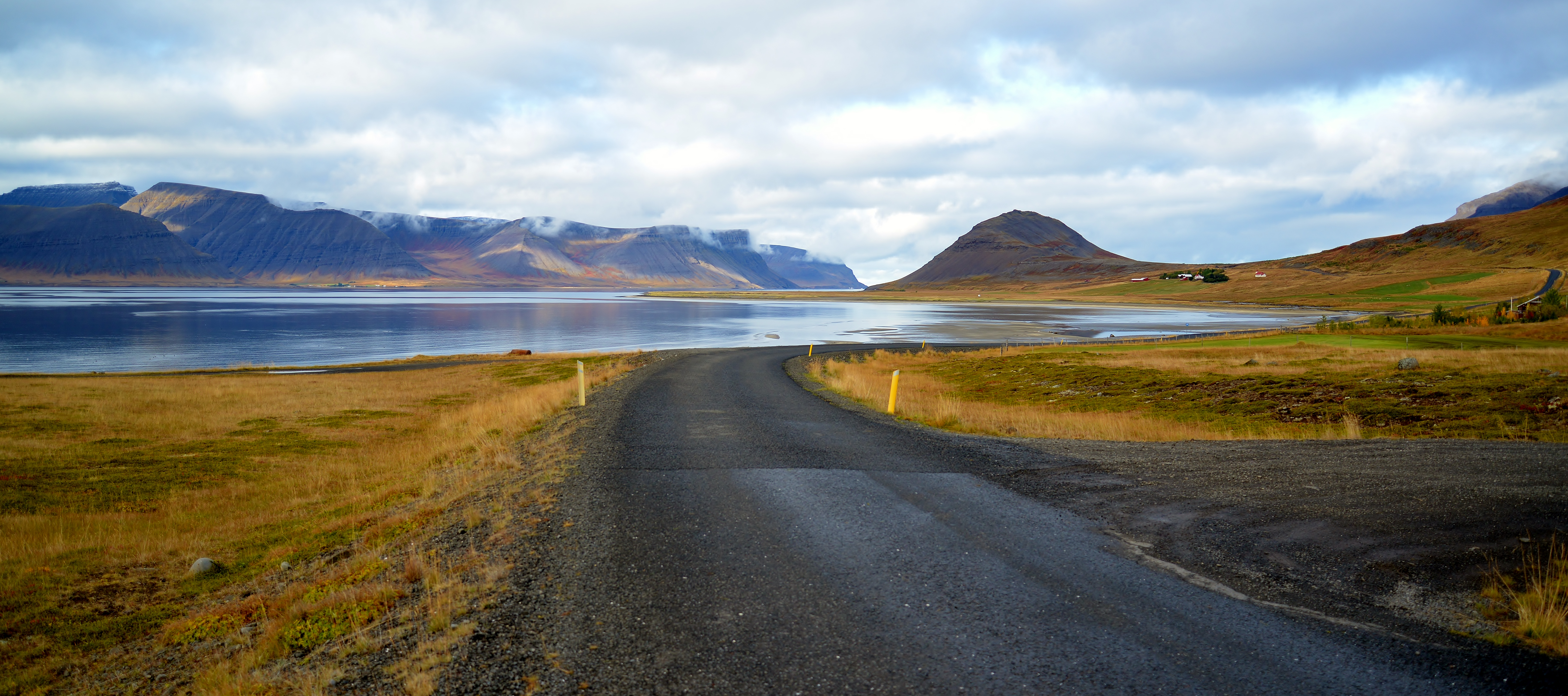
Ruta 622 a Þingeyri